# Aiphanes bicornis
Aiphanes bicornis là loài thực vật có hoa thuộc họ Arecaceae. Loài này được Cerón & R.Bernal mô tả khoa học đầu tiên năm 2004.